# ГАЕС Xilongchi
ГАЕС Xilongchi (西龙池抽水蓄能电站) — гідроакумулювальна електростанція на півночі Китаю у провінції Шаньсі. Обидва резервуари станції знаходяться на лівобережжі річки Хутуо (по виходу з гір на прибережній рівнині зливається з Фуянг у річку Зія, яка впадає до Бохайської затоки на південній околиці Тяньцзіня).
Нижній резервуар створили за допомогою насипної греблі з асфальтобетонним облицюванням висотою 97 метрів, довжиною 537 метрів та шириною по гребеню 10 метрів. Вона утримує водосховище з об'ємом 5,2 млн м3 (корисний об'єм 4,3 млн м3) та коливанням рівня поверхні в операційному режимі між позначками 798 та 838 метрів НРМ.
Створений на вершині гори верхній резервуар утримують три насипні споруди з асфальтобетонним облицюванням, головна з яких має висоту 50 метрів, довжину 401 метра і ширину від 10 (по гребеню) до 200 (по основі) метрів. Допоміжні споруди при практично однаковій ширині від 10 (по гребеню) до 82—83 (по основі) метрів мають висоту 11 і 15 метрів та довжину 264 і 136 метрів відповідно. Об'єм сховища становить 4,9 млн м3 (корисний об'єм 4,1 млн м3), а коливання рівня поверхні в операційному режимі відбувається між позначками 1467 та 1492,5 метра НРМ.
Верхній резервуар сполучений із машинним залом за допомогою двох тунельних трас, кожна з яких включає тунель довжиною 0,25 км та напірний водовід довжиною 1,2 км з діаметром 4,7 метра. З нижньою водоймою зал сполучають дві траси, кожна з яких складається із двох відвідних труб довжиною близько 0,3 км, котрі з'єднуються у тунель довжиною 0,1 км з діаметром 4,3 метра.
Машинний зал споруджений у підземному виконанні та має розміри 149 × 22 метри при висоті 49 метрів. Станцію обладнали чотирма оборотними турбінами типу Френсіс потужністю по 300 МВт, які використовують напір у 640 метрів та забезпечують виробництво 1805 млн кВт·год електроенергії на рік при споживанні для зворотного закачування 2407 млн кВт·год.
Зв'язок з енергосистемою відбувається за допомогою ЛЕП, розрахованою на роботу під напругою 500 кВ.